# Cernotina mastelleri
Cernotina mastelleri är en nattsländeart som beskrevs av Oliver S. Flint Jr. 1992. Cernotina mastelleri ingår i släktet Cernotina och familjen fångstnätnattsländor. Inga underarter finns listade i Catalogue of Life.